# 伏尔加-乌拉尔含油气区
伏尔加-乌拉尔含油气区（Волго-Уральская нефтегазоносная область），另一个更广泛使用的名称為第二巴库（Второ́е Баку́），是俄羅斯的一個含油氣區域，位于东欧地台的大型含油气盆底的一部分，該區域最大城市是伊希姆拜。

## 历史
1929年5月，在矿物部主任Ф.Н.库尔巴托娃的参与之下，巴什苏维埃人民公社找到国立石油研究院和地质委员会请求在巴什基尔组织石油勘探。同年夏天在伊凡·米海洛維奇·古勃金院士的主导下国立石油研究院向巴什基尔苏维埃自治共和国派出了三个地质专家队，其中一支由地质学家阿列克謝·亞歷山大·布洛欣领导，在伊希姆拜展开工作。
1930年6月巴什基尔共和国政府提出加快工作速度以在全俄中央执行委员会和苏联人民委员会主席团选举前开始深钻。1930年10月28日苏联政府做出决议，责成最高国民经济委员会“在保障苏联石油计划下，於1931年在巴什共和国进行深部钻探”。1930年秋，在完成地质调研后阿列克謝·亞歷山大·布洛欣标出了4个钻井点位NO.701-704，用以深钻。
1932年5月16日11时30分，702井从680.15米深第一次喷出36米高的工业油流，4小时内大约共產出50吨石油。这个日期成为了巴什基尔石油工业的开始，702井也因此而奠定了“第二巴库”的基础。

## 其他
- 库巴油田